# 대한민국 민사소송법
대한민국의 민사소송법은 대한민국에서 시행되고 있는 민사소송법이다. 국가 비용부담을 원칙으로 하는 형사소송과 달리 민사소송은 전자소송이 가능하고 납부하지 않아도 재판부 직권 판단으로 유예할 수 있는 규정이 있음에도 인지, 송달료를 결제해야 재판을 다툴 수 있다.

## 체제
대한민국의 민사소송법의 규정체제를 보면 대체로 재판절차와 강제집행절차의 두 가닥으로 나눠서 규정하고 있다. 재판절차에 관하여는 대한민국(남한 전지역)에 퍼져 있는 각종 법원에 어떠한 기준으로 사건을 고르게, 또는 공평하게 분산시켜서 처리할 것이냐는 문제를 다룬 관할(管轄)과, 민사재판을 받을 당사자는 어떠한 능력을 갖추어야 되는지 등 이러한 점을 다룬 당사자와 재판을 담당할 법원의 조직·자격·구성 따위를 우선 규정한다. 그리고 다음에는 이 재판자와 당사자가 한데 모여서 접전하는 변론(辯論)에 관하여 상세한 규정을 두고, 정상적인 절차를 거쳐서 흔히 끝을 맺게 되는 재판에 관하여 여러모로 규정한다. 이리하여 제1심 절차가 끝나면 다음에는 상소(上訴)에 옮아가게 마련이므로 상소심절차에 관하여 규정한다. 재판절차가 끝나면 패소자(敗訴者)는 그 재판내용에 따라서 승소자(勝訴者)에게 스스로 채무의 내용대로 이행할 것이 요망되지만 그렇게 되지 못할 경우에 대비하여 국가의 힘으로 강제로 집행(執行)하는 절차에 대하여 규정하고 있다.
이처럼 넓게 민사소송법이라고 하면 위에서 본 재판절차와 재판의 내용을 강제집행절차와의 두 가지를 포함한다. 민사소송법에는 보전처분(保全處分)으로서 가압류(假押留)와 가처분(假處分)의 두 제도를 두고 있는데, 이 두 제도를 세밀하게 분석하여 보면 위에서 본 재판절차와 강제집행절차의 두 제도를 준용하고 있다고 볼 수 있다. 재판이 끝난 뒤의 강제집행을 보장하기 위한 제도가 보전처분이지만 그 이론적 분석을 통해 검토해 보면 본래의 민사소송의 부수(附隨)절차에 불과하다.

## 이념
민사소송의 이념은 분쟁의 해결을 공정하게 하면서 동시에 신속하고 노력과 비용이 되도록 덜 들게 하는 데 있는 것이다. 따라서 민사소송법이 규정한 모든 제도들은 오직 이와 같은 이념을 실현하기 위하여 존재하는 것이라고 말할 수 있다. 만일 이러한 이념과 거리가 먼 제도가 있다면 민사소송법에서 제거되어도 좋다. 그런데 재판을 공정하게 하려면 신속성과 경제성을 해치기 쉽고, 한편으로 신속성과 경제성만을 내세우게 되면 공정성을 그르치기가 쉽다. 그러므로 이처럼 상충되는 두 개의 이념을 우리나라의 실정에 알맞게 조절하여 필요한 제도를 마련할 수밖에 없다. 최근 법운영자(判事)의 일부에서는 우리나라의 민족성과 사회적인 모든 여건에 비추어 볼 때 공정성보다는 신속성과 경제성에 더욱 치중한 제도를 새로이 마련하는 것이 정당하다는 주장이 대두되고 있다. 소송은 모든 것이 다 그렇기는 하지만 분쟁에 대하여 분쟁발생 당시에 시행되었던 법규를 적용하여 결론을 이끌어 내는 데 특징이 있다.
그런데 이 민사분쟁에 대하여 적용할 법규는 추상적인 명제(命題)이기 때문에 천태만상(千態萬象)의 구체적인 실정에 빠짐없이 고르게 알맞은 것이라고 단정하기 어려운 데 문제가 있다. 우리 현실사회에서 일어나는 모든 사건은 하나하나가 개별적인 구체성을 지니고 있다. 거기에 적용하게 될 추상적인 법규는 동일할지언정 적용을 받을 분쟁은 절대로 동일하지가 않다. 이처럼 모든 점에서 동일하지 아니한 민사분쟁사건에 동일한 법령을 적용하여 사건마다 그것에 적절한 판단이 나올 수는 없을 것이다.
이러한 점에서 민사분쟁에 대하여 법령을 적용하지 아니하고, 구체적인 타당성을 고려하여 분쟁을 해결하여 보려는 움직임이 일찍이 생겼다. 이것이 조정(調停) 제도이다. 도시생활에서는 주택난 때문에 토지·건물의 소유자와 그 임차인(賃借人)들과의 사이에 사회문제를 야기할 만큼 여러 가지 어려운 법률문제를 일으키고 있다. 그리하여 민사분쟁 중에서도 특히 토지·건물의 임대차관계에 관하여는 조정제도를 우선 적용하여 적절한 결론을 이끌어내려고 노력한다. 민사분쟁 중에서도 특히 신분권에 관한 분쟁에 있어서는 합리성보다도 윤리성이 강하기 때문에 재판에 의한 해결보다는 조정에 의한 해결이 더욱 바람직하다.

## 형사소송법과 관계
흔히 소송법에는 민사소송법과 형사소송법의 두 가지가 있다고 하지만 이론적으로 따지면 형사소송은 민사소송에서 발전된 한 가지라고 말할 수 있다. 형사분쟁은 적극적 당사자인 검사(檢事)와 소극적 당사자인 피고인과의 대결이고, 형사소송이 노리는 최종적인 목적은 민사소송의 한 이념인 당사자의 공평한 대우에 있다. 무너지기 쉬인 형사 피고인의 지위를 되도록 높게 치켜올려서 국가권력기관인 검사의 지위와 대등하게 하려는 데 있다. 이것에 반하여 민사분쟁 당사자는 애초부터 대등한 것이기 때문에 형사소송에서는 이것을 부러워하고 이것에 접근하여 보려고 갖은 애를 다 쓰고 있다고 보아도 무방할 것이다.

## 민사소송법의 효력과 그의 한계

### 물적 효력의 한계
국제사법 제2조에 국제재판관할에 관한 일반원칙과 각칙에 외국사건에 대한 물적 효력을 규정하고 있다.

## 같이 보기
- 국제사법

## 참고 자료
- 조상희, 『법학전문대학원 민사소송법 기본강의』. 한국학술정보(주), 2009. ISBN 978-89-534-2307-7